# Regina Aspalter
Regina Aspalter (* 31. Januar 1974 in Steyr) ist eine österreichische Landwirtin und Politikerin (ÖVP).

## Leben
Regina Aspalter besuchte von 1980 bis 1984 die Volksschule Maria Neustift. Von 1988 bis 1993 besuchte sie die HBLA Elmberg in Linz. Ab 1993 studierte sie an der Universität Wien Lehramt Germanistik sowie Philosophie, Psychologie und Pädagogik. Ihr Studium schloss sie 1999 mit der Diplomarbeit zum Thema Die Haus- und Hofnamen von Maria Neustift ab. Von September 2011 bis Juli 2015 war sie Lehrerin an der NMS Reichraming.
Seit Oktober 2015 ist sie Abgeordnete im Oberösterreichischen Landtag. 2020 übergab Nikolaus Prinz seine Funktion als Landesobmann der oberösterreichischen Nebenerwerbslandwirte an Regina Aspalter.